# 히가시촌 (나가노현)
히가시촌(東村)은 나가노현 기타사쿠군에 있던 촌이다. 현재의 사쿠시 북동부에 해당한다.

## 역사
- 1954년 2월 1일 - 기타사쿠군 시가촌, 미쓰이촌이 합병해 히가시촌이 성립하였다.
- 1961년 4월 1일 - 기타사쿠군 아사마정, 미나미사쿠군 노자와정, 나카고미정과 신설합병해 사쿠시가 성립하여, 동일 히가시촌은 폐지되었다.

## 교통

### 도로
현재는 구 촌역에 조신에쓰 자동차도가 통과하지만, 당시엔 미개통

## 참고문헌
- 角川日本地名大辞典 20 長野県